# Japp–Maitland缩合反应
Japp–Maitland缩合反应（Japp–Maitland condensation），由 Francis Robert Japp 和 William Maitland 在1904年首先报道。
一种羟醛加成-缩合串联反应。
例如，以2-戊酮和苯甲醛为原料在碱催化下进行反应时，首先生成双羟醛加成物，然后该加成物的两个羟基发生缩合，环化为对氧代四氢吡喃衍生物。 
此反应被用于天然产物 centrolobine 的合成：
（第一步为向山羟醛反应，第二步成环。催化剂为三氟化硼，TMS = 三甲硅基，TBS = 叔丁基二甲基硅基）